# Golparro
Golparro fue un juglar gallego del siglo XIII.

## Biografía
No quedan datos biográficos suyos. Ana Isabel Boullón Agrelo sostuvo que el sobrenombre Golparro sería una mezcla de los términos golpe y raposo (zorro en gallego) que designaban al zorro en Portugal y Galicia. Manuel Fernández Rodríguez encontró un documento de compra por parte del Monasterio de Santa María Melón de 1257, en el que figura como vendedor un Juan Fernández conocido como Golparro.
Por su obra, en la que hace alusión al santuario de San Treeçon, se dedujo que fue originario de la zona de Tuy, en donde se veneraba a este santo por aquella época.

## Obra
Tan solo se conserva una cantiga de amigo, perteneciente al subgénero de cantigas de romería.